# Campanula tokurii
Campanula tokurii là loài thực vật có hoa trong họ Hoa chuông. Loài này được Ocak mô tả khoa học đầu tiên năm 2003.